# Naso maculatus
Espèce
Statut de conservation UICN

 LC  : Préoccupation mineure
La Licorne griffonée (Naso maculatus) est une espèce de poisson à nageoires rayonnées de la famille des Acanthuridae, les Poissons-chirurgiens. Mal connu son aire de répartition semble limitée aux îles du Pacifique, de Hawaï au Japon et à la region de la mer de Corail au sud de l'île de Lord Howe.